# Trine Haltvik
Trine Haltvik (Trondheim, 23 maart 1965) is een Noorse handbalcoach en oud-speler. Momenteel is ze coach van het Noorse meisjesteam onder 17.
Haltvik begon haar handbalcarrière op 16-jarige leeftijd bij Byåsen IL, waar ze bijna haar hele carrière speelde, met uitzondering van seizoen 1999/2000 toen ze onder contract stond bij Remudas Gran Canaria in Spanje. Haar loyaliteit en relatief hoge leeftijd voor een professionele atleet, hebben haar de bijnaam "Mor" ('moeder') gegeven. Ze speelde in 241 wedstrijden voor het Noorse nationale team en scoorde 834 goals.
Ze werd door de Internationale Handbalfederatie verkozen tot Wereldspeelster van het Jaar 1998.

## Privé
Trine Haltvik is de moeder van Katinka Haltvik, die teamcaptain is van het Noorse Dames Beachhandbal-team.